# Anomalomyrmini
Anomalomyrmini zijn een geslachtengroep van mieren in de onderfamilie Leptanillinae.

## Geslachten
- Anomalomyrma Taylor, 1990
- Furcotanilla Xu, 2012
- Protanilla Taylor, 1990